# جيمي كارتر (ملاكم)
جيمي كارتر (بالإنجليزية: Jimmy Carter)‏ (15 ديسمبر 1923 بأيكن في الولايات المتحدة - 21 سبتمبر 1994) هو ملاكم أمريكي، صنّف ضمن فئة وزن الخفيف.

## إحصائيات
خاض خلال مسيرته 121 نزالا، فاز في 81 وتعادل في 9 وخسر في 31. فاز بالضربة القاضية في 32 نزالا.

## روابط خارجية
- جيمي كارتر على موقع بوكس ريك (الإنجليزية) (registration required)